# Longe da Vista
Longe da Vista é um filme português de 1998, realizado por João Mário Grilo, com Canto e Castro, Francisco Nascimento e Henrique Viana nos principais papéis.

## Elenco
- Canto e Castro[qual?]... Eugénio
- Francisco Nascimento... Vasco
- Henrique Viana... Abel
- Zita Duarte... Idalina
- Rita Blanco... Rute
- Rogério Samora... Warden

## Prémios e nomeações
Caminhos do Cinema Português 1999 (Portugal)
| Categoria    | Resultado |
| ------------ | --------- |
| Melhor Filme | Venceu    |

Globos de Ouro 1999 (Portugal)
| Categoria                    | Resultado |
| ---------------------------- | --------- |
| Melhor Ator - Canto e Castro | Indicado  |
| Melhor Atriz - Rita Blanco   | Indicado  |
| Melhor Filme                 | Indicado  |